# Викрадення «Савої»
Викрадення «Савої» — радянсько-польсько-болгарський пригодницький фільм 1979 року виробництва Кіностудії ім. М. Горького. Екранізація повісті Анджея Щиперського «Рейс 627». Прокат 1979 року — понад 32 млн глядачів.

## Сюжет
У центрі сюжету картини подорож до Південної Америки польського школяра Янека і його попутниці, російської дівчинки Тані. Літак, на якому летіли хлопці, виявився захоплений бандою наркоторговців, на чолі з колишнім нацистським злочинцем Генріхом Шарфом.

## У ролях
- Влодзімеж Голачиньський —  Янек Боровський
- Дар'я Михайлова —  Таня Соколова
- Леонід Бронєвой —  Жан Шалло
- Антоні Юраш —  Станіслав Вежанський
- Олександр Михайлов —  Гідо Торстенсен
- Ольга Остроумова —  Валентина Соколова
- Михайло Глузський —  Генріх Шарф
- Альгімантас Масюліс —  Макс Абендрот
- Личезар Стоянов —  Борде
- Ігор Васильєв —  Лансьє
- Олександр Вокач —  Вельт
- Олев Ескола —  Роггерс
- Леонід Марков —  комісар Лафонте
- Григорій Лямпе —  Робер
- Михайло Жигалов —  Магнус
- Шавкат Газієв —  Раміро
- Юзеф Перацький —  вчитель
- Леон Немчик —  Берже
- Нартай Бегалін —  Джокер
- Георгій Мартиросян —  пілот «Савої»
- Раднер Муратов —  індіанець Ганс
- Анатолій Калабулін — епізод

## Знімальна група
- Режисер: Веніамін Дорман
- Автори сценарію: Ісай Кузнецов, Анджей Щиперський, Анджей Гожевський
- Композитор: Анджей Кожиньський
- Оператори: Андрій Кирилов, Вадим Корнільєв